# COROT-7
COROT-7 — звезда, которая находится в созвездии Единорог на расстоянии около 489 световых лет от нас. Вокруг звезды обращается, как минимум, две планеты и один кандидат в планеты.

## Характеристики
Согласно данным, полученным в ходе миссии COROT, данная звезда относится к классу жёлтых карликов с массой и радиусом 93% и 87% солнечных соответственно. Спектральный анализ показал, что химический состав звезды близок к солнечному. Температура поверхности достигает 5275 градусов по Кельвину. Приблизительный возраст COROT-7 оценивается в 1—2 миллиарда лет. Звезда имеет сильную сейсмическую активность, из-за чего определение у неё планетных компаньонов было весьма затруднительным.

## Планетная система
В 2009 году группа астрономов объявила об открытии сразу двух планет COROT-7 b и COROT-7 c в данной системе. Внутренняя планета земного типа была обнаружены с помощью транзитного метода. Их масса приблизительно равна 4,8 и 8,4 массам Земли (b и c соответственно). Обе планеты обращаются близко к родительской звезде, и совершают полный оборот за очень малый промежуток времени — планета b менее, чем за сутки, а планета c за 85 часов. Возможно, в системе есть и третья (внешняя, нетранзитная) планета d — нептун с массой в 17 земных и периодом обращения 9 дней, однако сильный шум звезды затрудняет его подтверждение.
| Планета      | Масса (M♁) | Радиус (R♁) | Период обращения (дней) | Большая полуось орбиты (а.е.) | Эксцентриситет орбиты |
| ------------ | ---------- | ----------- | ----------------------- | ----------------------------- | --------------------- |
| b            | 4,8±0,8    | 1,58±0,1    | 0,853585±0,000024       | 0,0172±0,00029                | 0                     |
| c            | 8,4±0,9    | ?           | 3,698±0,003             | 0,046                         | 0                     |
| d (неподтв.) | 16,8       | ?           | 9,021±0,019             | 0,08                          | 0                     |

Галактическая долгота 01,1400° 

Галактическая широта −00.4722° 

Расстояние 489+65 св. лет